# Tetraskele

En tetraskele

En tetraskele är en symbol som består av fyra krökta linjer, vanligen människoben eller -armar, som bildar en spiral kring ett gemensamt centrum. Den kan påminna om en svastika.